# Carlo di Ferdinando de’ Medici

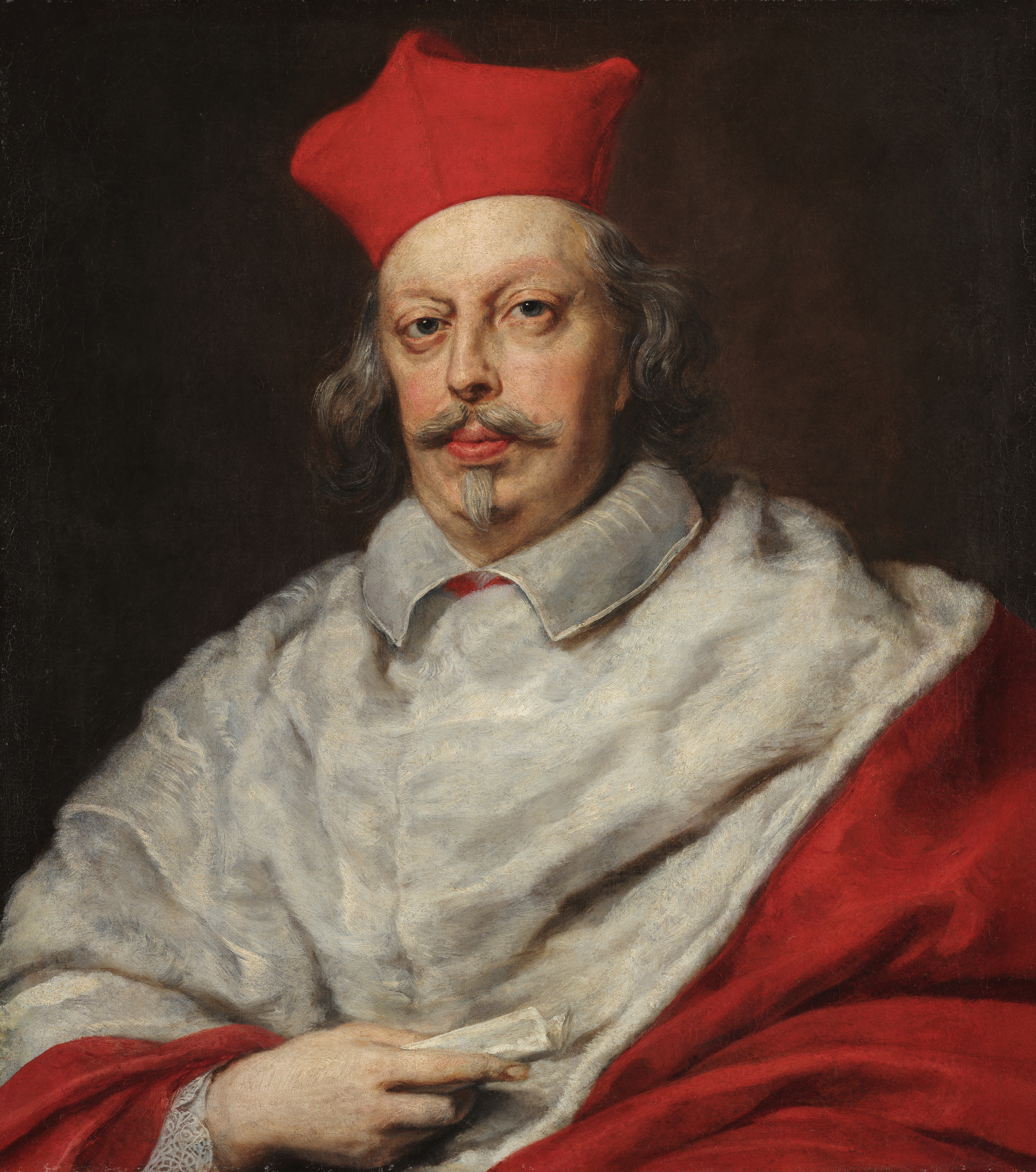
Carlo Kardinal de’ Medici in Cappa magna (Gemälde von Justus Sustermans, ca. 1650)

Carlo di Ferdinando de’ Medici (* 19. März 1595 in Florenz; † 17. Juni 1666 ebenda) war ein italienischer Kardinal und Bischof.

## Leben

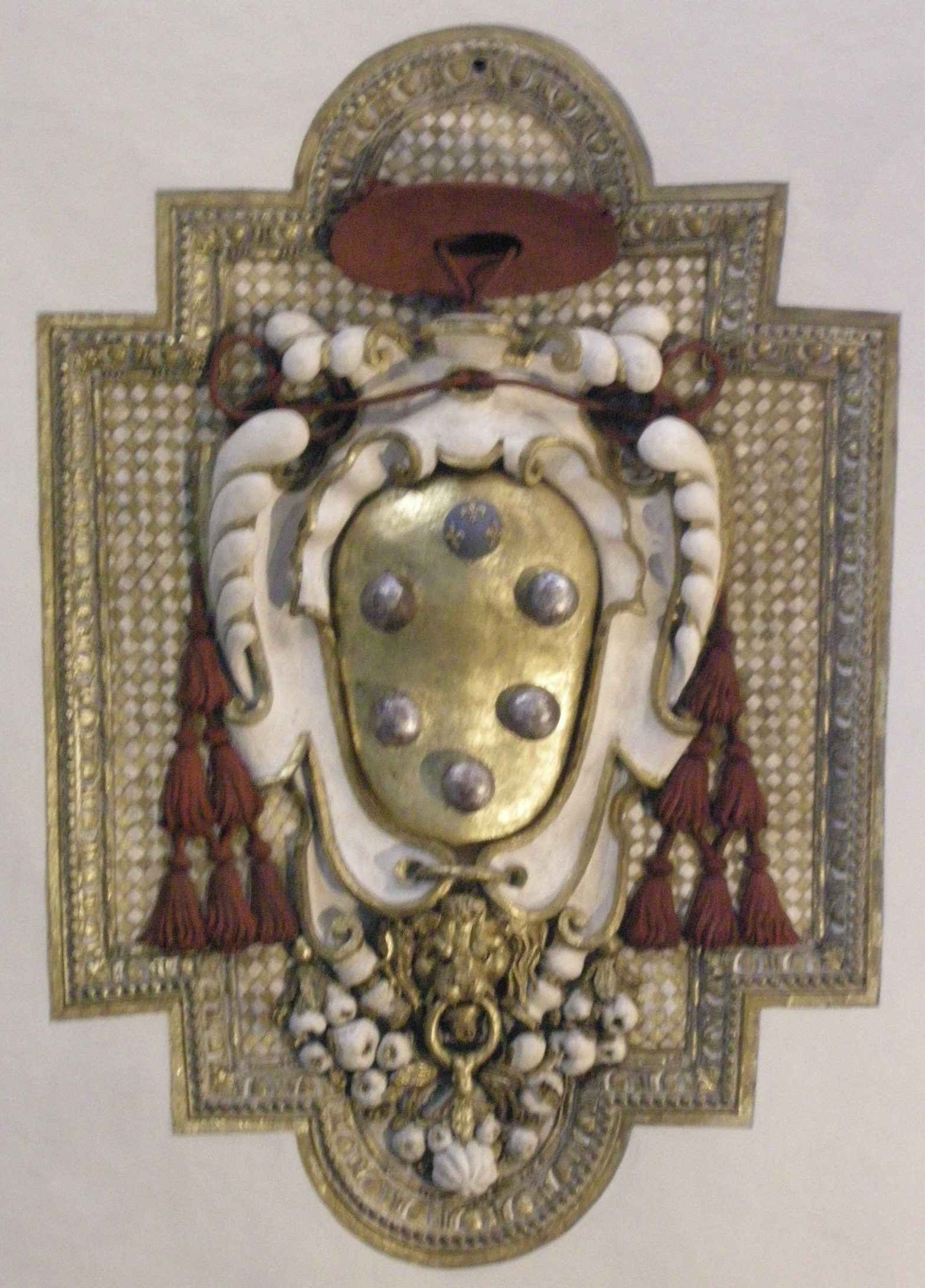
Kardinalswappen (Kirche San Gaetano)

Am 2. Dezember 1615 nahm Papst Paul V. den Sohn des Großherzogs der Toskana Ferdinando I. de’ Medici und Chrétienne de Lorraine als Kardinaldiakon mit der Titeldiakonie Santa Maria in Domnica in das Kardinalskollegium auf. Er war einer der wahlberechtigten Kardinäle der Konklaven von 1621 und 1623, die Gregor XV. und Urban VIII. wählten. Nach dem Tod von Carlo Emmanuele Pio di Savoia 1623 wurde er Kardinaldiakon von San Nicola in Carcere. Nach dem Konklave 1644 krönte er am 4. Oktober 1644 als Kardinalprotodiakon den neugewählten Papst Innozenz X. Er wurde am 17. Oktober 1644 kurz Kardinaldiakon der Kirche Sant’Eustachio und am 12. Dezember Kardinalpriester von San Sisto.
Im nächsten Jahr wurde das Mitglied der wohlhabenden Familie Medici Kardinalbischof von Sabina und sieben Monate später Kardinalbischof von Frascati. Am 29. April 1652 wurde er zum Kardinalbischof von Porto e Santa Rufina und Subdekan des Kollegiums der Kardinäle ernannt. Vom 23. September des gleichen Jahres bis zu seinem Tod war er Dekan des Kollegiums der Kardinäle und Kardinalbischof von Ostia e Velletri. Er leitete das Konklave 1655 und verkündete die Wahl Fabio Chigis (Alexanders VII.) zum Papst.
Carlo di Ferdinando de’ Medici starb im Alter von 71 Jahren in Florenz und wurde in der Familienkrypta in der Basilica di San Lorenzo di Firenze beigesetzt.